# Línea 22 (Buenos Aires)
La línea 22 es una línea de colectivos del Buenos Aires. Une la localidad de Quilmes, ubicada en el partido homónimo, en el sudoeste del Área Metropolitana de Buenos Aires, con el barrio de Retiro, en la Ciudad de Buenos Aires.
La línea es operada desde 1977 por la empresa Línea 22 S.A., que opera servicios desde Quilmes hacia Retiro, y a su vez pertenece a Micro Ómnibus Quilmes 

## Historia

### El tranvía
El 14 de julio de 1863, los tranvías de tracción a sangre fueron instalados en Buenos Aires, extendiéndose generosamente en la década de 1870, en la cual llegó a Buenos Aires de la mano de un grupo de británicos. Tres de los socios se apartaron de los tranvías, ante el flagrante fracaso de su empresa, quedando al frente Francisco Younger. Las vías estaban elevadas por sobre las calles, dificultando el tránsito de los vehículos y de los peatones, evidenció “El Progreso” el 8 de junio de 1873.
En la sesión del H.C.D del 20 de enero de 1900, se autorizó al intendente a contratar la empresa Quesada Hnos, para instalar el tranvía de la Capital Federal a Quilmes, según lo aprobaba la ley nacional N° 3358. Sin embargo, se presentaron varias dificultades que obligaron a transferir los derechos a la firma Otto S. Bemberg & Cía, propietaria de la Cervecería Argentina de Quilmes, que ya perfilaba ser la empresa más pujante de este pueblo ribereño. Además del servicio de pasajeros, la Cervecería utilizaría el trazado vial para enviar a la Capital Federal su producción de cerveza y malta.
El nuevo proyecto tranviario se aprobó el 19 de julio de 1901. Al siguiente año, se autorizó el tendido de rieles por las calles de Quilmes. Sobre la avenida Mitre, desde Avellaneda, se hicieron terraplenes para asentar las vías porque era muy anegadizo, y sobre el Arroyo Sarandí se construyó un viaducto. Con un recorrido de 22 km, la línea se habilitó el 22 de enero de 1905. Finalmente, el anhelado tranway llegó a extenderse en un entramado de vías que atravesaban Buenos Aires y tras 16 km llegaban a Quilmes. El 11 de febrero de ese mismo año, la línea se denominó “Tranvías de Buenos Aires & Quilmes”.

### La Anglo Argentina de Tranvías
En 1914, la Compañía de Tranvías Anglo Argentina, que perfilaba a monopolio del transporte, compró el tranvía y se le asignó el número 22. El tranvía siguió utilizando la red vial, pues la Cervecería así lo acordó con la nueva concesionaria. Por ese motivo, la Compañía de Transportes Anglo Argentina pagaba peaje por el uso de las vías, mientras que tendía su propio cableado aéreo, paralelo al existente.

### Fin de los tranvías
En 1961, tras la caída de los tranvías de Buenos Aires, el gobierno llamó a concurso público para licitar por diez años las líneas de tranvías 17 y 22, entregando para la prestación del servicio 60 ómnibus Mercedes Benz 0321 HL. Finalmente fue adjudicada a la UTA, junto a las líneas 10, 12, 17, 21 y 74. El 22 de febrero de 1962, a las 16:15, una caravana de veinte ómnibuses, con el primero embanderado, inauguró el servicio. Los coches salieron desde Retiro hasta Avellaneda, donde se realizó la ceremonia oficial, que contó con la presencia del ministro de Obras y servicios públicos, y del gobernador de la Provincia de Buenos Aires.

### Primeros años como ómnibus
En 1964, los accionistas deciden que la explotación de las líneas se realizará en forma individual. A fines de los años 60, se habilita el Nuevo Puente Pueyrredón, modificando el recorrido de la línea. En 1971, se adquieren 52 microómnibus Mercedes Benz L911 carrozados por El Detalle, llegando a 181 el número de unidades que conforman su parque móvil. En 1977, se disuelve T.T.A, creándose cuatro empresas independientes. La empresa de la línea 22 pasa a denominarse línea 22 S.A, y a domiciliarse en Avellaneda.

### Línea 22 S.A.
En 1982, se prestaron servicios diferenciales. Esta iniciativa duró sólo seis meses, ya que no cubrió las expectativas de la empresa. En 1983, se produce el desdoble en ramales 1 y 2. Se implementa, a partir de 1994, el sistema de máquina expendedora de boletos. Las unidades continuamente se renuevan logrando que la antigüedad del parque móvil sea menor a cinco años. Se implementan nuevos servicios para brindarle una mejor atención al pasajero. Desde 1998, se suman a la prestación del servicio de transporte de pasajeros las unidades superbajas, diseñadas especialmente para las personas con discapacidad.

## Recorrido
La línea 22 une Quilmes con Retiro por el siguiente recorrido.

### Ramal A - Retiro - Camino Centenario y Lavalleja
Ida a Camino Centenario y Lavalleja: Desde Av. Ramón S Castillo y Mayor Arturo P. Luisoni por Av. Ramón S Castillo, Av. Comodoro Py, Av. Antártida Argentina, Av. Dr. José María Ramos Mejía, ingreso a carriles exclusivos Metrobús del Bajo por Av. Del Libertador, salida de Metrobús del Bajo a la altura de Juan Domingo Perón, Av. Rivadavia, Bolívar, Av. Julio Argentino Roca (Diagonal Sur), Av. Belgrano, ingreso a Metrobús del Bajo por Av. Paseo Colón, Av. Juan de Garay, Bolívar, Av. Martín García, Av. Regimiento de Patricios, Brandsen, Av. Montes de Oca, Río Cuarto, subida Autopista 9 de Julio Sur Arturo Frondizi, cruce Nuevo Puente Pueyrredón, Av. Belgrano, Gral. Paz, Av. Gral. Bartolomé Mitre, Av. Los Quilmes, Pilcomayo, Av. Dardo Rocha, Cerrito, Av. San Martín, Zapiola, Belgrano, Andrés Baranda, Carlos Pellegrini, Gran Canaria, Corrientes, Vicente López, Laprida, Av. Centenario hasta Lavalleja.
Vuelta a Retiro: Desde Av. Centenario y Lavalleja por Lavalleja, Vicente López, 3 de Febrero, Gran Canaria, Carlos Pellegrini, Vicente López, Av. San Martín, Cerrito, Av. Dardo Rocha, Av. Los Quilmes, Av. Pte. Bartolomé Mitre, cruce Nuevo Puente Pueyrredón, Autopista 9 de Julio Sur Arturo Frondizi, bajada de la Autopista 9 de Julio Sur a la altura de Río Cuarto, Av. Montes de Oca, Suárez, Av. Regimiento de Patricios, Defensa, Brasil, ingreso a Metrobús del Bajo por Av. Paseo Colón, contracarril Av. Belgrano, Av. Julio Argentino Roca (Diagonal Sur), Hipólito Yrigoyen, ingreso a Metrobús del Bajo por Av. La Rábida, salida de Metrobús del Bajo a la altura de Dr. Ricardo Rojas, Av. Leandro N Alem, San Martín, Gilardo Gilardi, Av. Dr. José María Ramos Mejía, Av. Antártida Argentina, Av. Comodoro Py, Av. Ramón S Castillo hasta Mayor Arturo P. Luisoni.

### Ramal B - Retiro - Estación Quilmes
Ida a Estación Quilmes: Desde Av. Dr. José María Ramos Mejía y Gilardo Gilardi, por Av. Dr. José María Ramos Mejía, ingreso a carriles exclusivos Metrobús del Bajo por Av. Del Libertador, salida de Metrobús del Bajo a la altura de Juan Domingo Perón, Av. Rivadavia, Bolívar, Av. Julio Argentino Roca (Diagonal Sur), Av. Belgrano, ingreso a Metrobús del Bajo por Av. Paseo Colón, Av. Juan de Garay, Bolívar, Av. Martín García, Av. Regimiento de Patricios, Brandsen, Av. Montes de Oca, Río Cuarto, subida Autopista 9 de Julio Sur Arturo Frondizi, Autopista 9 de Julio Sur Arturo Frondizi, cruce Nuevo Puente Pueyrredón, Av. Belgrano, Gral. Paz, Av. Gral. Bartolomé Mitre, Av. Los Quilmes, Pilcomayo, Av. Dardo Rocha, Cerrito, Av. San Martín, Zapiola, Belgrano, Andrés Baranda, Carlos Pellegrini hasta Canal de Beagle.
Vuelta a Retiro: Desde Carlos Pellegrini y Gran Canaria por Gran Canaria, Carlos Pellegrini, Vicente López, San Martín, Cerrito, Av. Dardo Rocha, Av. Gral. Bartolomé Mitre, cruce Nuevo Puente Pueyrredón, Autopista 9 de Julio Sur Arturo Frondizi, bajada de la Autopista 9 de Julio Sur Arturo Frondizi a la altura de Río Cuarto, Av. Montes de Oca, Suárez, Av. Regimiento de Patricios, Defensa, Brasil, ingreso a Metrobús del Bajo por Av. Paseo Colón, contracarril Av. Belgrano, Av. Julio Argentino Roca (Diagonal Sur),  Hipólito Yrigoyen, ingreso a carriles exclusivos Metrobús del Bajo por Av. La Rábida, salida de carriles Metrobús del Bajo a la altura de Dr. Ricardo Rojas, Av. Leandro N. Alem, San Martín, Gilardo Gilardi hasta Av. Dr. José María Ramos Mejía.